# 마일스 스탠디시

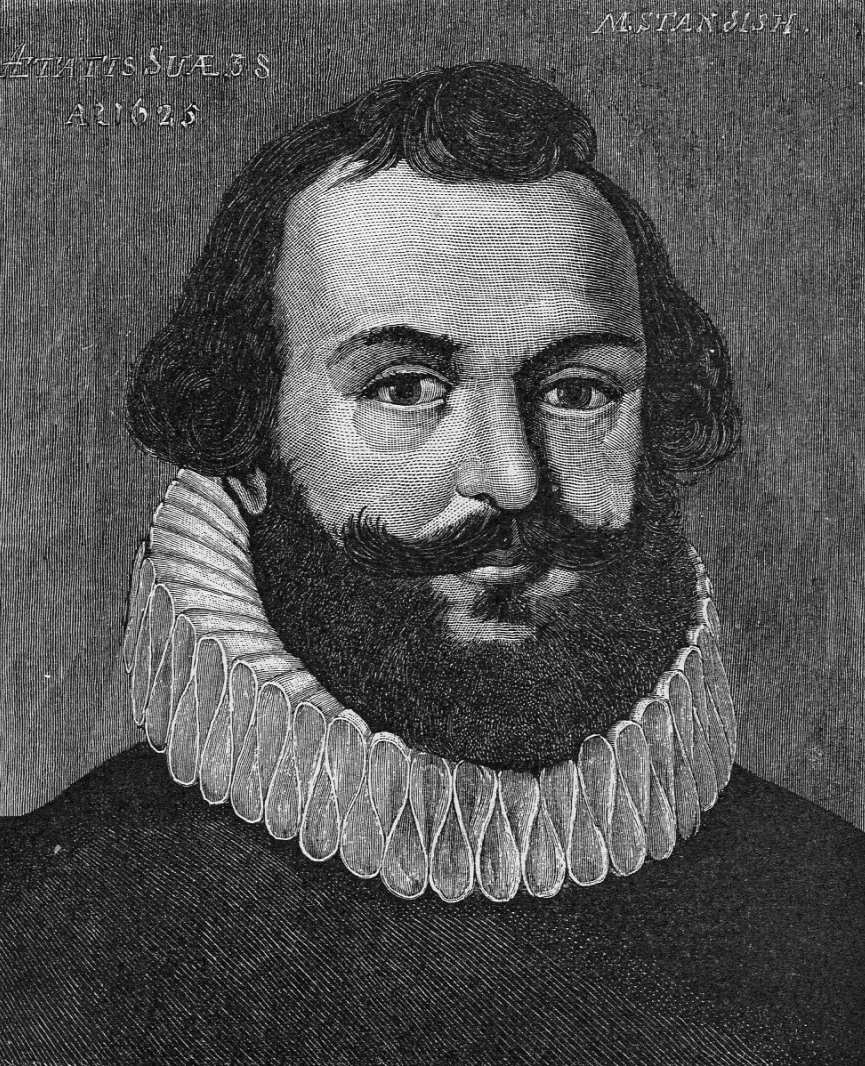
마일스 스탠디시

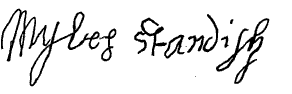
마일스 스탠디시의 서명

마일스 스탠디시(Myles Standish, 1584년경 - 1656년 10월 3일)는 필그림스에 의해 개척된 플리머스 식민지의 군사 고문관으로 고용된 잉글랜드 육군 장교였다. 《메이플라워 호》의 승객 중 한명으로, 스탠디시는 초창기부터 행정과 플리머스 식민지 방어에 중요한 역할을 했다. 1621년 2월 17일 플리머스 식민지 민병대는 그를 초대 사령관으로 선출했고, 죽을 때까지 그 자리를 지켰다. 스탠디시는 잉글랜드 플리머스 식민지의 대리인이었고, 부지사였으며, 식민지의 재무담당자이기도 했다. 또한 매사추세츠 덕스베리 타운의 첫 개척자이자 설립자 중 한 명이기도 했다.
스탠디시의 군 지도자로서의 한정된 특성은 적어도 두 번의 인디언 부족에 대한 기습(네마스켓 기습과 웨싸구셋 학살)으로 귀결된 선제공격에 대한 그의 기질이었다. 이 작전을 진행하는 동안 스탠디시는 상당한 용기와 군인으로서의 기술을 과시했지만, 또한 토착 인디언들을 분노케한 야만성을 증명했으며, 온건파 식민지 구성원들을 동요시켰다.

## 생애
마일스 스탠디시는 처음부터 플리머스 식민지의 군사 지도자였다. 스탠디시는 최초의 부대를 조직하여 뉴잉글랜드 프라빈스타운 항구에 도착했을 때는 케이프코드에서 탐험대를 이끌었다. 3차 탐험대 때도 스탠디시가 이끌고 있었는데, 처음 실전으로 스탠디시가 필그림 개척자 최초로 발포를 했다는 기록이 있다. 마지막으로 플리머스에 도착했을 때, 개척지 방어 배치를 결정한 것도 레이던 대학에서 군사공학에 관한 훈련을 쌓아온 스탠디시였다. 스탠디시는 첫 겨울인 2월에 움직일 수 있는 남자를 데리고 군대를 조직했다. 두 번째 겨울에는 개척지를 둘러싼 방어 울타리를 설계하고 건설 준비를 하도록 관여했다. 스탠디시는 초기에 두 번 인디언 마을에 대한 공습을 이끌었다. 하나는 반역을 꾸민 코비탄트를 찾아 처벌하는 것으로 작전은 실패했다. 또 하나는 "스탠디시의 습격"이라는 웨사구셋에서 참혹한 학살이었다. 처음에는 현지 인디언들의 존경을 이끌어낸 효과가 있었지만, 2차 때는 인디언에게 두려움을 줘서 기피를 받았을 뿐만 아니라 교역의 생계 수단마저 잃어버렸다.

## 같이 보기
- 플리머스 식민지
- 메이플라워 서약